# Chavismo: La peste del siglo XXI
Chavismo: La Peste del siglo XXI es una película documental de 2018 dirigida por el activista y cineasta venezolano Gustavo Tovar Arroyo. Contó con la participación de personalidades de la política y las artes como Mario Vargas Llosa, Luis Almagro, Ricardo Hausmann, Sebastián Piñera, José María Aznar y Tamara Sujú. El filme ganó el Trofeo al Mejor Documental Internacional en el Films Infest de Nueva York en 2018.

## Sinopsis
La película es un análisis de las causas, sociales, políticas y económicas, que provocaron el ascenso de Hugo Chávez a la presidencia de Venezuela; su desempeño en el poder y la respuesta de la sociedad civil, incluido el movimiento estudiantil; su caída política, así como el secretismo que rodeó su enfermedad y la llegada de Nicolás Maduro como su sucesor. 

## Recepción
El filme fue premiado como el mejor documental en el Festival Internacional de Cine Infest de Nueva York en 2018. En 2019, tras una campaña en medios de comunicación y redes sociales por parte de movimientos progubernamentales, el Tribunal Supremo de Justicia de Venezuela, a través de un tribunal de Caracas, ordenó la prohibición de la proyección del documental en la Universidad Simón Bolívar (USB) específicamente, así como en universidades públicas y otros espacios públicos en general por presunto delito de incitación y promoción del odio.
La Asociación de Profesores de la USB respondió ante esta decisión, afirmando: «El tribunal del régimen es un simulacro y silencia la libertad de expresión una vez más en Venezuela. Los académicos de la USB se ven afectados porque la universidad se ve obligada a detener una proyección. Esperamos el apoyo nacional e internacional». Tovar-Arroyo calificó la prohibición de su documental como un «éxito sin precedentes» que generaría mayor interés en los estudiantes por ver su obra.